# ماریپیلی ریورا
ماریپیلی ریورا (انگلیسی: Maripily Rivera؛ زادهٔ ۱۵ ژوئن ۱۹۷۷) هنرپیشه، و مدل (شخص) اهل ایالات متحده آمریکا است.